# Blechnum fraxineum
Blechnum fraxineum är en kambräkenväxtart som beskrevs av Carl Ludwig Willdenow. Blechnum fraxineum ingår i släktet Blechnum och familjen Blechnaceae. Inga underarter finns listade.